# マーゲートFC
マーゲート・フットボール・クラブ（Margate Football Club）はイングランド、ケント州、サネット島、マーゲートを本拠地とするサッカークラブである。2021-2022シーズンはイスミアンリーグ・プレミアディヴィジョン（7部相当）に所属。

## リザーブチーム
マーゲートFCのリザーブチームは、地域リーグのケントリーグ・ファーストディヴィジョン（9部相当）に参加している。

## タイトル

### 国内タイトル
- サウザンリーグ・プレミアディヴィジョン:1回

2000-2001
- サウザンリーグ・ディヴィジョン1:1回

1962-1963
- サウザンリーグ・ファーストディヴィジョン（サウス）:1回

1977-1978
- サウザンリーグ・セントラルセクション:1回

1935-1936
- サウザンリーグ・イースタンセクション:1回

1935-1936
- サウザンリーグ・ミッドウィークセクション:1回

1936-1937
- サウザンリーグ・リーグカップ:2回

1967-1968,1997-1998
- ケントリーグ:4回

1932-1933,1937-1938,1946-1947,1947-1948
- ケントリーグ・リーグカップ:2回

1947-1948,1953-1954
- ケント・シニアカップ:8回

1935-1936,1936-1937,1973-1974,1993-1994
1997-1998,2002-2003,2003-2004,2004-2005

### 国際タイトル
- なし